# Guy Môquet (metropolitana di Parigi)
Guy Môquet è una stazione della linea 13 della metropolitana di Parigi.

## La stazione

### Storia
La stazione ha cambiato nome diverse volte:
- Carrefour Marcadet nel 1911.
- Marcadet - Balagny nel 1912. Balagny fu municipio di Batignolles-Monceau nel XIX secolo.
- Guy Môquet dal 27 gennaio 1946 quando la rue Balagny fu intitolata ad un giovane militante comunista francese diciassettenne, di nome appunto Guy Môquet, fucilato dai nazisti.

In occasione della commemorazione di Guy Môquet (22 novembre 2007), la RATP ha distribuito ai viaggiatori un opuscolo sulle stazioni della Metropolitana di Parigi legate alla Resistenza.
Un video venne proiettato su degli schermi LCD e vennero esposti dei manifesti su Guy Môquet.
L'ultima lettera di Guy Môquet venne letta in presenza del Ministro dei trasporti e del presidente della RATP.

## Interscambi
- Bus RATP - 31, 81

## Galleria d'immagini

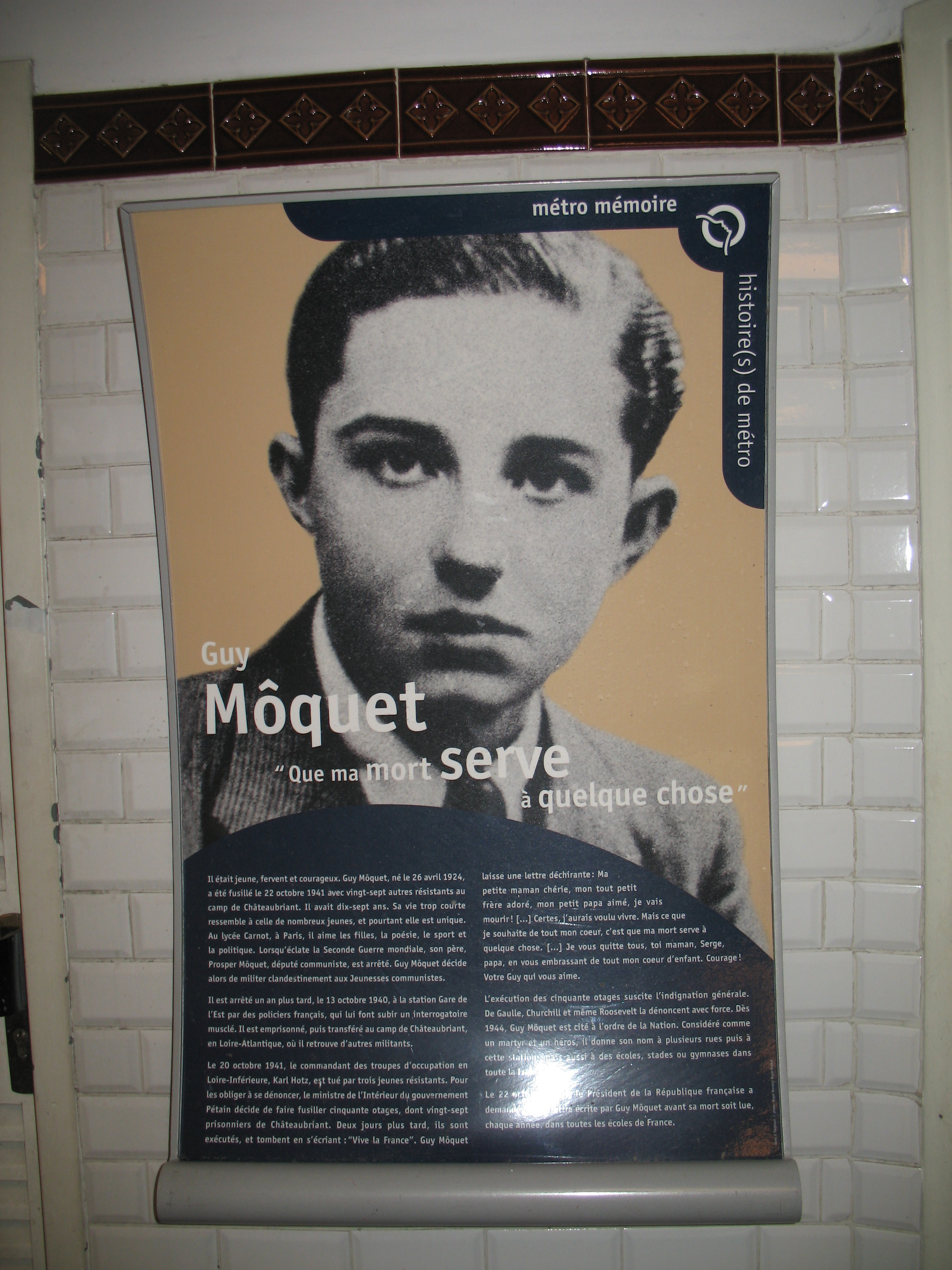
ricordo di Guy Môquet